# Schiffswerft Karcher
Die Schiffswerft Karcher ist eine 1864 gegründete Binnenschiffswerft im baden-württembergischen Freistett. Haupttätigkeit ist die Wartung und Reparatur von Schiffen und Motoren, der Neubau spielt eine untergeordnete Rolle.

## Geschichte

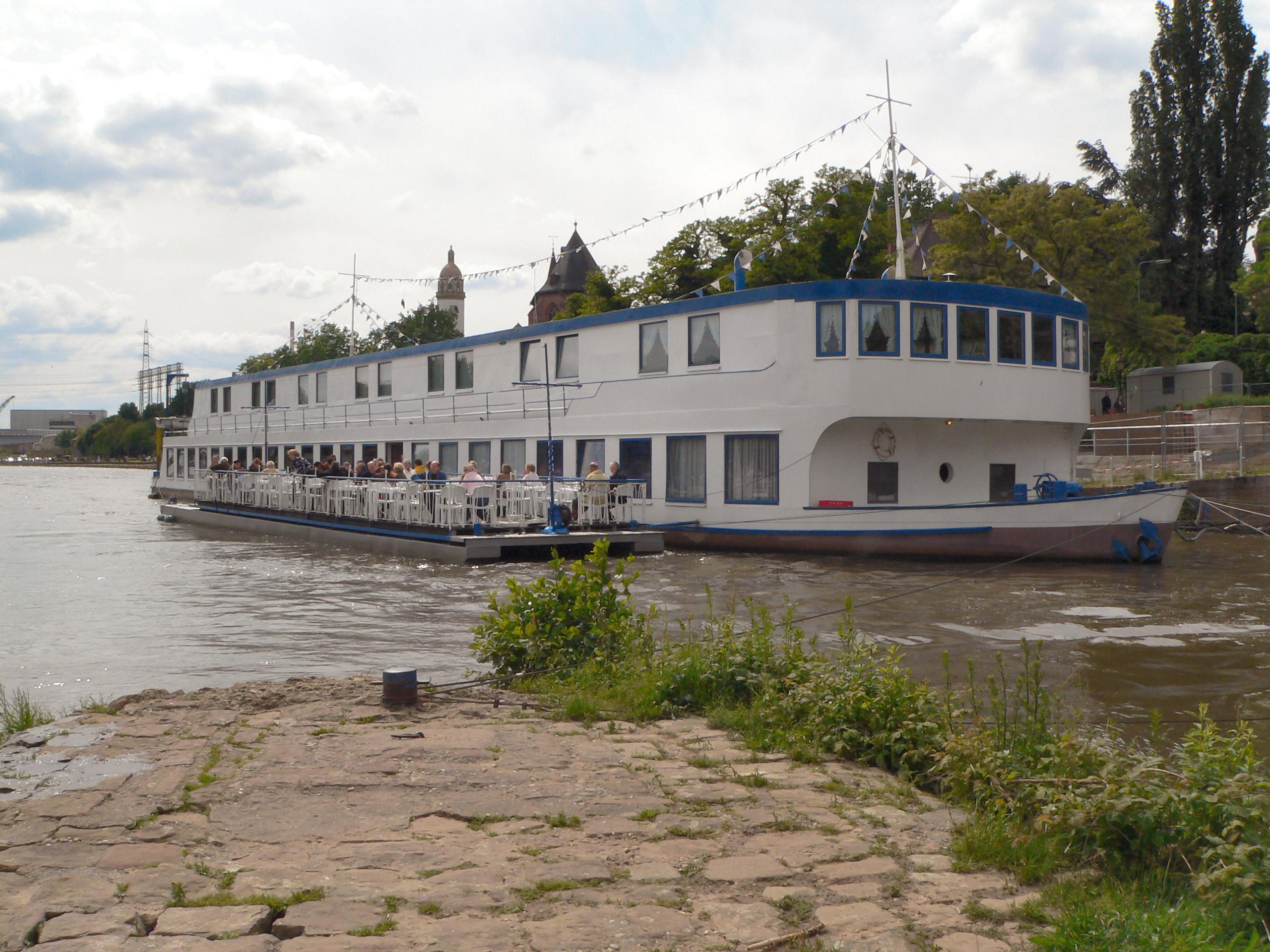
Hotelschiff Peter Schlott 2006 in Frankfurt-Höchst

Die Gründung der Werft erfolgte 1864 durch Georg Karcher, der Sitz befand sich in Rheinau. Der kleine Betrieb stellte zunächst Holzkähne für die Fischerei der Region her. Holzkähne vom Typ Weidling (Bootstyp) wurden noch bis mindestens Ende der 1940er Jahre hergestellt. Um 1890 kamen größere Wasserfahrzeuge von bis zu 30 Meter Länge dazu, die bei der Rheinregulierung und bei Arbeiten an Uferbefestigungen zum Einsatz kamen. Erweitert wurde das Angebot an Neubauten durch Pénichen, deren Größe maximal 38,5 Meter betragen durfte, um auf den Kanälen und Schleusen von Elsaß-Lothringen und Frankreich eingesetzt werden zu können.
Die Umstellung vom Holz-Schiffbau auf den Stahl-Schiffbau nahmen die Söhne des Werftgründers 1929 vor. Gleichzeitig wurden Dieselmotoren als Schiffsantrieb eingeführt. Wenige Jahre später, 1932, verlegten sie den Betrieb innerhalb von Rheinau, um die Werft zu vergrößern. Der Standort an Rheinkilometer 308 in Nähe der Schleuse Gambsheim besteht bis heute.

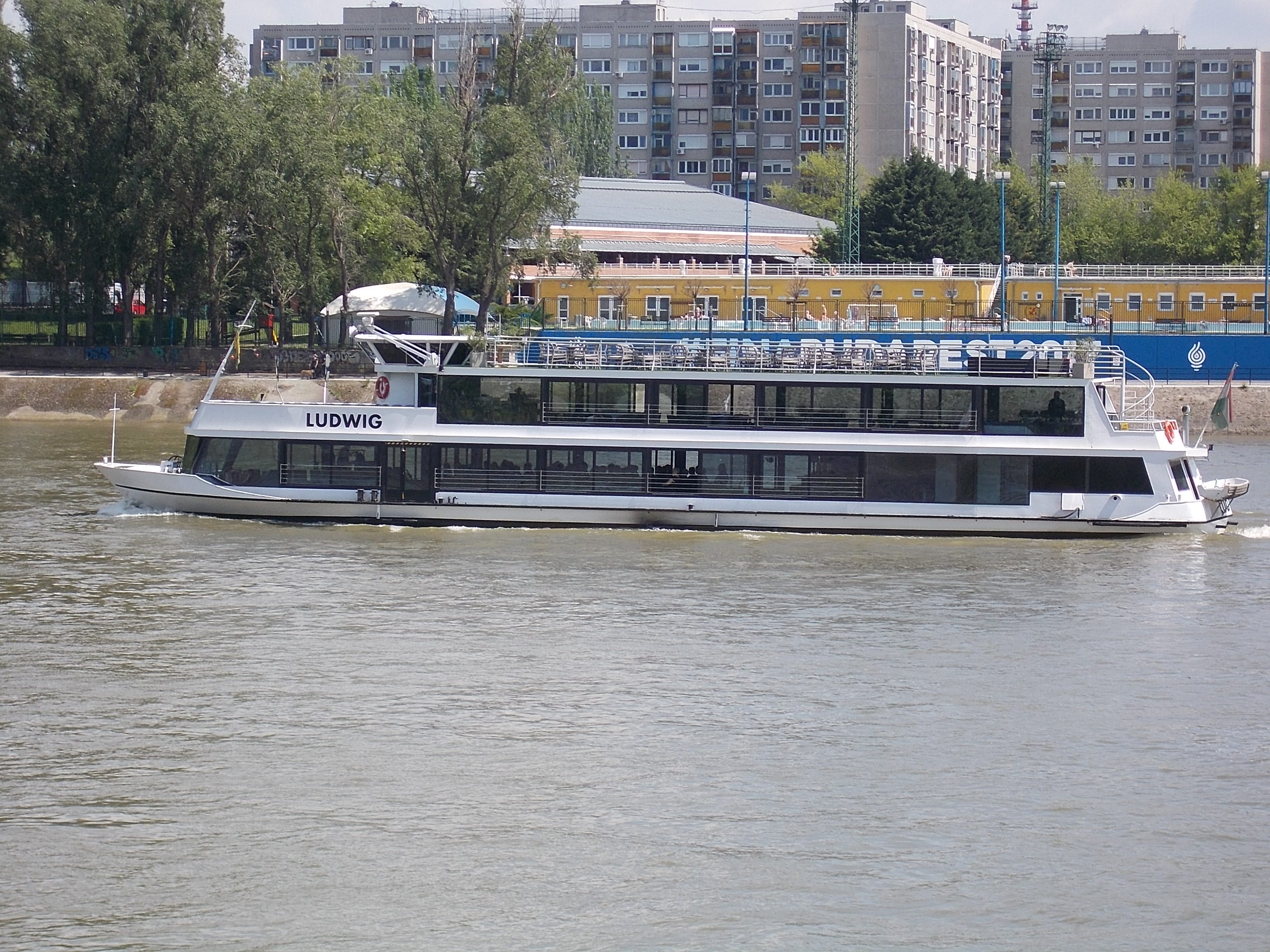
Fahrgastschiff Wikinger II 2017 als Ludwig in Budapest

Nach dem Zweiten Weltkrieg wurde der im Krieg zerstörte Betrieb wieder aufgebaut. Die Haupttätigkeiten bildeten zunächst die Reparatur von Binnenschiffen und Umbauten von Schleppkähnen zu Gütermotorschiffen. In den 1950er bis 1970er Jahren entstand daneben eine Anzahl von Schleppbooten, Schleppkähnen und Kiesschuten sowie 1959 das Hotelschiff Peter Schlott und 1976 das Fahrgastschiff Wikinger II.
Inzwischen spielen Neubauten im Werftbetrieb eine untergeordnete Rolle. Die Haupttätigkeiten bilden Reparaturen an Güter-, Tank- und Fahrgastschiffen, daneben auch von Behördenfahrzeugen und Sportbooten. Daneben betreibt die Werft neben dem Betrieb einen Yachthafen und ergänzend ein Winterlager.

## Ausstattung
Zur Ausstattung der Werft gehört eine Querhelling, auf der Schiffe mit einer Länge von bis zu 110 Metern und einem Gewicht von bis zu 1500 Tonnen in zwei Reihen an Land gezogen werden können. Beidseits der Helling befindet sich je ein Schiffsanleger, an denen gleichzeitig gearbeitet werden kann. Die Werft hat zwei Turmdrehkräne mit einer Traglast von jeweils 10 Tonnen. Darüber hinaus verfügt die Werft über Dreherei, Schlosserei, Werkstätten für den Rohrleitungsbau, Schreinerei und Schweißerei. Ergänzt wird die Ausstattung des Betriebes durch einen kleinen Werftschlepper, der zum Bugsieren der Schiffe am Werftgelände dient. Im Jahr 2015 arbeiteten 15 Mitarbeiter auf der Werft.

## Bauliste (Auswahl)
Eine Bauliste der Werft liegt bislang nicht vor. Nachgewiesen sind Neubauten folgender Boote und Schiffe:
| Name          | Jahr | Schiffstyp                  | Größenangabe oder Anzahl Fahrgäste | Auftraggeber               | Anmerkungen |
| ------------- | ---- | --------------------------- | ---------------------------------- | -------------------------- | --- |
| Lübchen       | 1930 | Wohnschiff                  | ?                                  | F. Brache                  | Näheres unklar; |
| San Francisco | 1930 | Wohnschiff                  | ?                                  | D. Kneubühler              | Näheres unklar; |
| ?             | 1948 | Halblangweidling            | 16 Meter                           | ?                          | Zeichnung von 1948 eines flachen hölzernen Nachens mit etwa der anderthalbfachen Länge eines üblichen Weidlings; |
| ?             | 1948 | Langweidling                | 22 Meter                           | ?                          | Zeichnung von 1948 eines flachen hölzernen Nachens mit etwa der doppelten Länge eines üblichen Weidlings; |
| Peter Schlott | 1959 | Hotel- und Restaurantschiff | 55 Meter                           | Heinrich und Peter Schlott | stationäres Schiff ohne Antrieb als Ersatz für früheres Bootshaus, Liegeplatz in Frankfurt-Höchst, 2021 verkauft, bei Bayerischer Schiffbaugesellschaft überholt und als Mainod an alter Stelle wieder Restaurantschiff; |
| Wikinger II   | 1976 | Fahrgastschiff              | 38,70 Meter, 400 Passagiere        | Wikinger-Linie             | 1976 Wikinger-Linie, 1995 König Ludwig der Berchinger Personenschiffahrt in Berching, 2000 Oderhaff Reederei in Ueckermünde, 2005 Restaurantschiff in Ueckermünde, 2015 ungar. Ludwig in Budapest;                       |
| Provence      | 1976 | Motoryacht                  | ?                                  | Bateau Riviere             | Näheres unklar – auch, ob eine Doppelung zum Schiff von 1980 vorliegt; |
| Provence      | 1980 | Hotelschiff                 | 28 Meter, 10 Passagiere            | ?                          | bis 2014 Einsatz als Hotelschiff auf Flüssen insbesondere in Deutschland und Frankreich, 2014 verkauft, weiteres unklar – auch, ob eine Doppelung zum Schiff von 1976 vorliegt;                                          |